# Paratrechus
Paratrechus is een geslacht van kevers uit de familie van de loopkevers (Carabidae). De wetenschappelijke naam van het geslacht is voor het eerst geldig gepubliceerd in 1920 door Jeannel.

## Soorten
Het geslacht Paratrechus omvat de volgende soorten:
- Paratrechus alaoensis Mateu, 1999
- Paratrechus alexandri Trezzi, 1995
- Paratrechus altitudinis Mateu, 1974
- Paratrechus austrinus Moret, 2005
- Paratrechus balli Barr, 1982
- Paratrechus barri Mateu, 1999
- Paratrechus batesi Mateu, 1974
- Paratrechus beltrani Mateu, 1974
- Paratrechus bifoveatus (Jeannel, 1920)
- Paratrechus bolivari Mateu, 1974
- Paratrechus boussingaulti Mateu & Moret, 2001
- Paratrechus campbelli Mateu, 1999
- Paratrechus cataractae Barr, 1982
- Paratrechus chiriquensis Barr, 1982
- Paratrechus clermonti Jeannel, 1928
- Paratrechus collanensis Mateu, 1999
- Paratrechus contrarius Barr, 1982
- Paratrechus costaricensis Mateu, 1974
- Paratrechus cubillini Mateu & Moret, 2001
- Paratrechus erwini Barr, 1982
- Paratrechus franiai Barr, 1982
- Paratrechus gouleti Mateu, 1999
- Paratrechus grandiceps Ueno, 1968
- Paratrechus gressitti Ueno, 1968
- Paratrechus halffteri Mateu, 1974
- Paratrechus hoegei (Jeannel, 1920)
- Paratrechus incertus Mateu, 1999
- Paratrechus jeanneli Barr, 1982
- Paratrechus laevigatus Jeannel, 1928
- Paratrechus laticeps Barr, 1982
- Paratrechus mandurensis Mateu, 1999
- Paratrechus matilei Mateu & Moret, 2001
- Paratrechus mexicanus (Putzeys, 1870)
- Paratrechus moreti Mateu, 1999
- Paratrechus nemoralis Mateu & Moret, 2001
- Paratrechus nigrilacus Mateu & Moret, 2001
- Paratrechus oaxaquensis Barr, 1982
- Paratrechus obrieni Mateu, 1981
- Paratrechus osorioi Bolivar & Pieltain, 1943
- Paratrechus pallescens (Bolivar & Pieltain, 1967)
- Paratrechus panamensis Mateu, 1999
- Paratrechus pecki Barr, 1982
- Paratrechus propior Barr, 1982
- Paratrechus putzeysi Barr, 1982
- Paratrechus reddelli Barr, 1982
- Paratrechus reyesi Mateu, 1974
- Paratrechus subparallelus Mateu, 1999
- Paratrechus sylvarum Mateu, 1974
- Paratrechus sylvaticus (Bolivar & Pieltain, 1941)
- Paratrechus tacana Barr, 1982
- Paratrechus totontepec Barr, 1982
- Paratrechus unisetosus Mateu, 1999
- Paratrechus versutus Mateu, 1999
- Paratrechus vulcanus Mateu, 1999